# Vleeskleurig kartelblad
Het vleeskleurig kartelblad (Pedicularis rostratospicata) is een kruidachtige plant uit de bremraapfamilie (Orobanchacea).
De plant komt voor in de Alpen en de Pyreneeën in kalkgraslanden.

## Naamgeving enetymologie
- Frans: Pédiculaire incarnat
- Duits: Ähren-Läusekraut
- Italiaans: Pedicolare carnicina
- Synoniem: Pedicularis incarnata Jacq.

De botanische naam Pedicularis is afgeleid van het Latijnse 'pediculus' (luis), naar het bijgeloof dat het eten van de plant door vee zou leiden tot besmetting door luizen. De soortaanduiding rostratospicata is afgeleid van het Latijnse 'rostratus' (snavelvormig) en 'spicatum' (aar), naar de vorm van de bloeiwijze.

## Kenmerken
Het vleeskleurig kartelblad is een overblijvende, kruidachtige halfparasiet met een 20 tot 40 cm lange, opgerichte, behaarde bloemstengel. De plant heeft een wortelrozet en verspreid staande lijnlancetvormige, dubbel geveerde, onbehaarde stengelbladeren.
De bloemen staan met 8 tot 15 exemplaren in een ijlbloemige, langerekte bloemtros. Ze zijn roze tot purperrood gekleurd. De kelk is klokvormig, met vijf ongelijke tanden en behaard. De kroon is tot 16 mm lang, onbehaard, cilindervormig en sikkelvormig gebogen. De bovenlip eindigt in een lange, fijne snavel, de onderlip is drielobbig. De schutbladen zijn ongetand.
Het vleeskleurig kartelblad bloeit van juli tot augustus.

## Taxonomie
Van het vleeskleurig kartelblad zijn twee ondersoorten te vinden:
- P. rostratospicata subsp. rostratospicata heeft spinwebachtig behaarde schutbladeren en kelk, de kelktanden zijn gaafrandig. Komt voor in de Oostelijke Alpen.
- P. rostratospicata subsp. helvetica met geelachtig witte tot grijze, dichtbehaarde  schutbladeren en kelk. De kelktanden van de onderste bloemen zijn min of meer duidelijk gezaagd. Centrale- en Westelijke Alpen.

## Habitaten verspreiding
Het vleeskleurig kartelblad komt vooral voor op voedselarme, droge, subalpiene en alpiene kalkgraslanden  tot op een hoogte van 2700 m.
De plant komt voor in de Alpen, voornamelijk in Frankrijk, Zwitserland, Oostenrijk en Noord-Italië, en in de Pyreneeën.
... · 
P. gyroflexa (Wollig kartelblad) · 
P. kerneri · 
P. lapponica (Laplands kartelblad) · 
P. oederi (Bont kartelblad) · 
P. palustris (Moeraskartelblad) · 
P. rosea (Roze kartelblad) · 
P. rostratospicata (Vleeskleurig kartelblad) · 
P. sceptrum-carolinum (Karels scepter) · 
P. sylvatica (Heidekartelblad) · 
P. tuberosa (Knolkartelblad) · 
P. verticillata (Kranskartelblad) · 
...